# Kuchanur
Kuchanur is een panchayatdorp in het district Theni van de Indiase staat Tamil Nadu. 

## Demografie
Volgens de Indiase volkstelling van 2001 wonen er 6.118 mensen in Kuchanur, waarvan 49% mannelijk en 51% vrouwelijk is. De plaats heeft een alfabetiseringsgraad van 59%. 